# Комплексный научно-исследовательский институт РАН
Комплексный научно-исследовательский институт имени Х. И. Ибрагимова Российской академии наук (КНИИ РАН) — российский научно-исследовательский институт в Грозном, Чечня, основанный в 2000 году и входящий в состав Российской академии наук.

## История
КНИИ РАН создан постановлением президиума РАН от 17 октября 2000 года по просьбе руководства Чечни на основе научных учреждений, ранее входивших в состав Академии наук Чеченской Республики.
21 июня 2011 ему присвоено имя его первого директора Х. И. Ибрагимова.
В 2019 году начал издавать научный журнал «Вестник КНИИ РАН» с периодичностью 4 выпуска в год.

## Деятельность
По состоянию на 2011 год в КНИИ РАН работало 154 научных сотрудника, в том числе 45 докторов и 70 кандидатов наук. В 2000—2010 годах КНИИ РАН опубликовал 58 монографий, около 1500 научных статей и тезисов докладов.
Директора:
- 2000—2006: Х. И. Ибрагимов
- 2006—н. в.: Д. К.-С. Батаев[5]

## Структура
КНИИ РАН состоит из 5 отделов:
- отдел гуманитарных исследований,
- отдел физико-математических исследований,
- отдел геофизики, геологии и геоэкологии,
- отдел материаловедения,
- отдел медико-биологических исследований,

в которые входят 15 лаборатории, 2 сектора и сейсмостанция.
В КНИИ РАН имеется аспирантура по специальностям «теплофизика и теоретическая теплотехника», «экология», «технология и организация строительства», «отечественная история», «экономика и управление народным хозяйством». В 2000—2010 годах при КНИИ РАН было защищено 13 докторских и 6 кандидатских диссертаций.
Также имеются совместная магистратура с Грозненским государственным нефтяным техническим университетом, совет молодых учёных, научно-образовательный центр, отдел патентной работы и научно-технической информации.